# Claes Jansz. Visscher
Claes Jansz. Visscher, ook Nicolas Jansz. Visscher, Nicolas Joannis Visscher of Claes Jansz. Visscher (II) genoemd, gelatiniseerde naam Nicolaum Johannis Pescatorem (Amsterdam, ca. 1587 – aldaar, 19 juni 1652) was een Noord-Nederlands prentkunstenaar, tekenaar en uitgever van prenten. Hij was stichter van de drukkerij Visscher.

## Levensloop

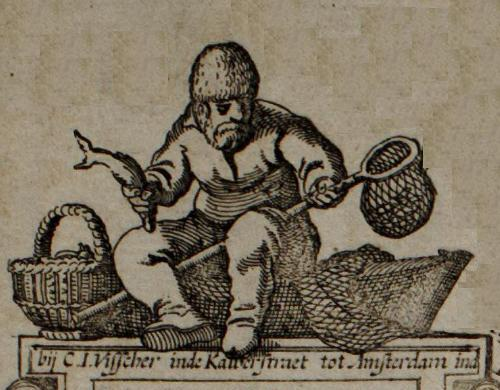
Embleem Visscher.

Claes Jansz. Visscher was een zoon van de scheepstimmerman Jan Claesz. Visscher. Hij ging rond 1608 in het huis Op de Kolck inde Visscher wonen. Op 9 oktober 1608 ging hij in ondertrouw met Neeltje Florisdr. In het begin lag de nadruk op het versieren van de kaarten van Blaeu en Hondius. Later begon hij zijn eigen drukkerij en startte ook met de productie van kaarten.
In 1611 kocht hij een huis in de Kalverstraat, waar ook belangrijke concurrenten, zoals Hondius en Pieter van der Keere, waren gevestigd. De naam van het huis werd nu De Visscher. De winkel zou tot een grote kunsthandel uitgroeien. Hij werd beroemd door zijn zogenaamde ‘historie-prenten’ met typisch Hollandse landschappen en eigentijdse krijgstaferelen. Ook publiceerde hij enkele atlassen en zo'n 200 etsen. Een van de indrukwekkendste voorbeelden is het Profiel van Amsterdam met aanvullende prenten en teksten uit 1611.
Vanaf 1620 ontwierp hij losse landkaarten waaronder een van de Britse Eilanden. Voor zijn eerste atlas, Belgium sive Gemania Inferior, uit 1634 gebruikte Visscher de door hem in 1623 aangekochte koperplaten van Kaerius' atlas Germania Inferior uit 1617. Deze atlas bevatte, naast de kaarten van Van der Keere, een reeks oorlogskaarten en een aantal kaarten met de inmiddels bekende mooi versierde omkadering, waarschijnlijk door de uitgever zelf gegraveerd. Deze atlas werd in 1637 en in 1645 heruitgegeven.
Een andere atlas van Visscher, de Tabularum Geographicarum Contractarum van 1649, was gebaseerd op Langenes' Caert Thresoor. Veel van de door Visscher uitgegeven kaarten werden gegraveerd door Abraham Goos. Evenals Johannes Janssonius was ook Visscher verwant aan Jodocus Hondius. 
Hij stierf in 1652 en werd begraven in de Nieuwezijds Kapel.
Claes Jansz. Visscher was de vader van Nicolaes Visscher (I) en de grootvader van Nicolaes Visscher (II).

## Lijst van werken
| Datering | Titel                                                    | Type     | Verblijfplaats                   | Afbeelding |
| -------- | -------------------------------------------------------- | -------- | -------------------------------- | ---------- |
| 1607 (?) | Landhuis en boomgaard van Jan Daimen, bij Sloterdijk     | Tekening | Noord-Hollands Archief, Haarlem  |            |
| Ca. 1608 | Het landhuis van Jan Daimen                              | Prent    | Rijksmuseum Amsterdam, Amsterdam |            |
| 1609     | Leo Belgicus                                             | Prent    | Verschillende collecties         |            |
| 1611     | Profiel van Amsterdam met aanvullende prenten en teksten | Prent    | Verschillende collecties         |            |
| 1641     | Kaart van Wieringen en Huisduinen                        | Kaart    | Regionaal Archief Alkmaar        |            |

- Bibsys: 4082483
- Biblioteca Nacional de España: XX1151631
- Bibliothèque nationale de France: cb13750964j (data)
- Biografisch Portaal: 88646342
- Digitale Bibliotheek voor de Nederlandse Letteren: viss005
- Stuttgart Database of Scientific Illustrators 1450–1950: 5036
- Gemeinsame Normdatei: 104114614
- International Standard Name Identifier: 0000 0001 1844 7044
- KulturNav: 3d8b8d3b-687e-4e9f-89f9-b5ae34bde456
- Library of Congress Control Number: n80024100
- Nationale Bibliotheek van Tsjechië: mzk2008448974
- Nationale bibliotheek van Australië: 35583081
- Nationale Bibliotheek van Israël: 987007309048705171
- Nationale en Universitaire bibliotheek Zagreb: 000147580
- Nederlandse Thesaurus van Auteursnamen: 069075220
- Réseau des bibliothèques de Suisse occidentale: 02-A023514121
- RKD-Nederlands Instituut voor Kunstgeschiedenis: 81246
- LIBRIS: 323174
- SNAC: w60v8pmt
- Système universitaire de documentation: 146743415
- Museum of New Zealand Te Papa Tongarewa: 31996
- Union List of Artist Names: 500015243
- Virtual International Authority File: 19860086
- WorldCat: E39PBJv4pVG7DcWcwfYHYcPxXd